# Esperanza Aguirre
Esperanza Aguirre y Gil de Biedma, hrabina Bornos (ur. 3 stycznia 1952 w Madrycie) – hiszpańska polityk i prawniczka, działaczka Partii Ludowej, była minister edukacji, przewodnicząca Senatu i prezydent Wspólnoty Madrytu.

## Życiorys
Esperanza Aguirre pochodzi z rodziny arystokratycznej. W 1974 zawarła związek małżeński z Fernandem Ramírezem de Haro y Valdés, XVI hrabią Bornos, z którym ma dwoje dzieci. Przysługuje jej tytuł grande de España.
Ukończyła studia prawnicze na Uniwersytecie Complutense w Madrycie (1974). Pracowała jako urzędniczka państwowa w administracji rządowej, w okresie rządów Unii Demokratycznego Centrum pełniła funkcje dyrektorskie w instytucjach podległych resortowi kultury.
Działała początkowo w partiach liberalnych – Unión Liberal i Partido Liberal. W 1987 przeszła do Sojuszu Ludowego, przekształconego w 1989 w Partię Ludową. Weszła później w skład komitetu wykonawczego tego ugrupowania, a w 2004 objęła funkcję przewodniczącej struktur regionalnych we Wspólnocie Madrytu.
W latach 1983–1996 zasiadała w radzie miejskiej Madrytu. W 1995 burmistrz José María Álvarez powierzył jej stanowisko pierwszego zastępcy i rzecznika prasowego. W wyborach w 1996 Esperanza Aguirre uzyskała mandat senatora. W maju 1996 objęła urząd ministra edukacji, kultury i sportu w rządzie, którym kierował José María Aznar. Z resortu odeszła w styczniu 1999 podczas rekonstrukcji gabinetu. W lutym tego samego roku, jako pierwsza kobieta w historii Hiszpanii, została przewodniczącą Senatu. Urząd ten sprawowała do października 2003.
W maju 2003 Esperanza Aguirre prowadziła listę Partii Ludowej w wyborach regionalnych. Jej ugrupowanie zwyciężyło, zabrakło mu jednego głosu do większości bezwzględnej w parlamencie Madrytu. Koalicję zawarły Hiszpańska Socjalistyczna Partia Robotnicza i Zjednoczona Lewica, jednak dwóch posłów socjalistycznych w ramach sprzeciwu nie wzięło udziału w głosowaniu nad wyborem nowego rządu. W konsekwencji nie udało się doprowadzić do powołania nowego prezydenta, co skutkowało rozpisaniem w październiku kolejnych wyborów. Partia Ludowa odniosła w nich ponowne zwycięstwo (57 mandatów w 111-osobowym parlamencie).
W październiku 2003 Esperanza Aguirre została zaprzysiężona na urząd prezydenta Wspólnoty Madrytu. Reelekcję uzyskiwała po kolejnych zwycięskich wyborach w 2007 i w 2011. We wrześniu 2012 podała się do dymisji z powodów zdrowotnych, rezygnując również z mandatu poselskiego w regionalnym parlamencie. Pracowała następnie przez kilka miesięcy w administracji rządowej jako doradca ds. turystyki, po czym przeszła do sektora prywatnego. W 2015 uzyskała mandat radnej Madrytu. Była wówczas kandydatką ludowców na urząd alkada, przegrała głosowanie w radzie miejskiej z kandydatką lewicy.

## Odznaczenia
- Krzyż Wielki Orderu Karola III (1999)[3]
- Krzyż Wielki Orderu Izabeli Katolickiej (2004)[4]
- Krzyż Wielki Orderu Zasługi Cywilnej (2004, Hiszpania)
- Oficer Legii Honorowej
- Dama Komandor Orderu Imperium Brytyjskiego (2004)[5]